# Blečji Vrh
Blečji Vrh je naselje v Občini Grosuplje in je del Krajevne skupnosti Polica.
Je gručasta vas v jugozahodnem delu Posavskega hribovja in je severno nad Dolenjskim podoljem, na slemenu med hriboma Strmcem (544 mnm) na jugozahodu in Kucljem (748 mnm) na severovzhodu. Na slednjem je veliko število izvirov, največjega med njimi, Mlakarsko vodo, so Blečanje že leta 1906 izkoristili za vodovodno zajetje. Severno od vasi se dviga Gradec (619 mnm) z zaselkom Peskarjem. Pod njim je studenec, voda iz njega pa se steka v Veliki potok. Južno od vasi so nasadi sadnega drevja. Poznoromanska cerkev sv. Benedikta iz 13. stoletja je bila v 18. stoletju barokizirana. Prav tako so nedaleč stran od vasi ostanki prazgodovinskega gradišča in rimski grobovi.